# Ludwig Seitz
Ludwig Seitz (1792 - 1866) fue un botánico checo.

## Biografía
Provenía de una familia de nobles, y su sobrino Francisco Seitz (1831-1909) también fue un botánico. Se graduó en el "Instituto Politécnico de Praga".
Fue un permanente impulsor del jardín botánico de Praga, y recolector infatigable de flora de Europa. Sus especímenes de cactáceas, crecían en importantes invernáculos que mandó construir.
Seitz tuvo correspondencia con muchos expertos de todo el mundo. También escribió artículos en revistas extranjeras, como Vilm. Blumengärtn; Allg. Gartenzeitung.

## Algunas Publicaciones
- Seitz, L; AI Amreich. Biologie und Pathologie des Weibes. Ein Handbuch der Frauenheilkunde und der Geburtshilfe. 2. Aufl. Bd 2.
- 1872. Die Wirkungseinheit des Lebens. Eine Einheits-, Spezial- und Ganzheitsbetrachtung der Lebensvorgänge unter normalen und krankhaften Bedingungen.

- La abreviatura «Seitz» se emplea para indicar a Ludwig Seitz como autoridad en la descripción y clasificación científica de los vegetales.[1]